# アンドリュー・ブライス
アンドリュー・ブライス（Andrew Brace、1988年6月15日 - ）は、アイルランドのラグビーユニオンレフリー（審判員）。

## プロフィール
- ウェールズ・カーディフ出身[1]。
- 現役時代のポジションはスクラムハーフ(SH)[2]。
- ベルギー代表に選ばれたことがある。

## 略歴
元々ラグビー選手として活動していたが、2014年、レフリーに転身。
そして2019年、2019年W杯の担当レフリーになる。
翌2020年、オータム・ネイションズカップ優勝決定戦のレフリー担当。